# Mahimapur
Mahimapur es una ciudad censal situada en el distrito de Jaunpur en el estado de Uttar Pradesh (India). Su población es de 5280 habitantes (2011). 

## Demografía
Según el censo de 2011 la población de Banjarepur era de 5280 habitantes, de los cuales 2719 eran hombres y 2561 eran mujeres. Mahimapur tiene una tasa media de alfabetización del 79,88%, superior a la media estatal del 67,68%: la alfabetización masculina es del 90,11%, y la alfabetización femenina del 69,21%.